# Max Beerbohm
 Henry Maximilian Beerbohm (ur. 24 sierpnia 1872 w Londynie, zm. 20 maja 1956 w Rapallo) – angielski eseista, pisarz satyryczny i rysownik-karykaturzysta.
Ukończył studia na Uniwersytecie Oksfordzkim, gdzie należał do kręgu Oscara Wilde’a. W młodości podróżował po USA jako agent prasowy firmy teatralnej swojego brata. W 1896 roku opublikował pierwszą książkę, The Works of Max Beerbohm. Został krytykiem teatralnym tygodnika „Saturday Review” (1898-1910). Po roku 1935 występował w radiu BBC.
Najbardziej znane jego dzieło to Zuleika Dobson (1911), powieść o studenckim życiu w Oksfordzie, jedyny utwór wydany w Polsce (1933; ponownie 1993). Z kolei znane opowiadanie Enoch Soames (1919) mówi o poecie, który zawiera pakt z diabłem, by dowiedzieć się, jak zapamięta go potomność.
W 1939 roku pisarz otrzymał tytuł szlachecki. Wydał łącznie kilkanaście tomów prozy i liczne zbiory karykatur.